# Faktor II
Protrombin (faktor II) je plazmatický glykoprotein. Jeho aktivní forma se označuje jako trombin (faktor IIa), který má velký význam v procesu hemokoagulace. Trombin patří mezi serinové proteázy (EC 3.4.21.5) a přeměňuje rozpustný fibrinogen na nerozpustná fibrinová vlákna. Také katalyzuje řadu reakcí souvisejících s koagulací.

Koncentrace protrombinu v plazmě je přibližně 303 ± 40 U/ml (0,153 ± 0,02 mg/ml) a jeho poločas je asi 2,8 ± 0,5 dne.

## Genetika
Gen protrombinu se nachází na jedenáctém chromozómu (11p11-q12), má 14 exonů a délku 21 kb.

## Fyziologie

### Syntéza protrombinu
Protrombin je syntetizován v játrech (jeho molekulová hmotnost je přibližně 72 kDa) a je posttranslačně modifikován při reakci s vitamínem K, během které se zbytky kyseliny glutamové na protrombinu převádí na gamma-karboxyglutamovou kyselinu (Gla). Za přítomnosti vápenatých iontů se Gla zbytky účastní vazby trombinu na membránové fosfolipidy. Deficit vitamínu K nebo podání antikoagulancií (např. warfarin) inhibuje syntézu zbytků gamma-karboxyglutamové kyseliny, a tak zpomaluje aktivaci koagulační kaskády.

### Aktivace
Trombin vzniká enzymatickým štěpením polypetidového řetězce protrombinu působením komplexu protrombináza. Komplex je složen z aktivovaného faktoru X (FXa), faktoru V (FVa), který výrazně zesiluje účinek FXa, dále z membránových fosfolipidů a vápenatých iontů.
Při aktivaci komplexem protrombinázy se protrombin štěpí na dvou místech. Z N-konce se odděluje F 1.2 aktivační peptid a zbylá část (fragmenty A a B spojené disulfidovou vazbou) je vlastní trombin. Trombin je tedy heterodimer složený z řetězce A (s molekulovou hmotností 6 kDa) a řetězce B (31 kDa).

U dětí se koncentrace protrombinu a trombinu v plazmě od narození postupně vyvíjí a v 6 měsících se už blíží hodnotám koncentrací u dospělých.

### Účinky trombinu
Trombin přeměňuje fibrinogen na aktivní formu, která polymeruje za vzniku fibrinu. Trombin také aktivuje faktor XI, faktor V, a faktor VIII. Tato pozitivní zpětná vazba urychluje produkci trombinu.
Faktor XIII je také aktivován trombinem. Faktor XIIIa je transglutamináza, která katalyzuje tvorbu kovalentních vazeb mezi zbytky lyzinu a glutaminu ve fibrinu. Kovalentní vazby zvyšují stabilitu fibrinové sraženiny.
Kromě aktivity v koagulační kaskádě, se trombin také účastní aktivace trombocytů – prostřednictvím proteázami-aktivovaných receptorů na trombocytech.

### Negativní zpětná vazba
Uplatňuje se při ní trombomodulin – integrální membránový protein exprimovaný na endoteliálních buňkách. Trombin navázaný na trombomodulin výrazně aktivuje protein C – inhibitor koagulační kaskády. Aktivovaný protein C poté inaktivuje faktory Va a VIIIa (ke své funkci potřebuje protein S jako kofaktor, membránové fosfolipidy a vápenaté ionty).

## Onemocnění
Byla popsána různá vzácná onemocnění související s protrombinem (např. hypoprotrombinémie). Anti-trombinové protilátky u autoimunitních onemocnění mohou být faktorem pro vznik lupus antikoagulans (také známý jako antifosfolipidový syndrom). Hyperprotrombinémie, spojená se zvýšeným rizikem žilní trombózy, může být způsobena mutací 20210a.

Trombin, jako významný vasokonstriktor a mitogen, se významně uplatňuje při vzniku vazospasmů následně po subarachnoidálním krvácení. Krev z prasklého mozkového aneurysma se sráží poblíž mozkové tepny za vzniku trombinu. Ten indukuje prudké a dlouhodobé zúžení krevní cévy, které může vést až k mozkové ischemii.

## Biotechnologie
Trombin je často využíván pro jeho výraznou proteolytickou specifitu. Štěpí polypeptidový řetězec (Leu-Val-Pro-Arg-Gly-Ser) mezi zbytky aminokyselin Arginin a Glycin. Tento řetězec se často vkládá jako spojovací oblast do rekombinantních fúzních proteinů a po štěpení trombinem se získá požadovaný protein.

## Terapeutické užití
Koncentrát protrombinového komplexu a plazma z plné krve jsou přípravky s vysokým obsahem koagulačních faktorů, které se používají k úpravě deficitu protrombinu.
Mezi indikace k podání patří např. nezvladatelné krvácení způsobené warfarinem.
Řízení účinku trombinu je mechanismus působení většiny dnešních antikoagulancií.
Warfarin a podobná léčiva inhibují karboxylaci závislou na vitamínu K u několika koagulačních faktorů, včetně protrombinu. Heparin zvyšuje afinitu antitrombinu k trombinu (i k faktoru Xa).
Novou skupinou léčiv jsou přímé inhibitory trombinu, které přímo inhibují jeho aktivní centrum.

## Historie
Po objevu fibrinogenu a fibrinu, vyslovil lékař Alexander Schmidt v roce 1872 hypotézu o existenci enzymu, který převádí fibrinogen na fibrin
.
Přítomnost protrombinu poprvé stanovil Cornelius Pekelharing (Univerzita v Utrechtu) v roce 1890.